# 地下資源
地下資源（ちかしげん、Mining resources）とは、地中に埋蔵されている鉱物などの中で、特に人間に有益である物の総称で天然資源の一つ。
主なものに、化石燃料、鉄などの金属、金などの貴金属、ニッケルなどの希少金属（レアメタル）、ウランなどの核燃料がある。地下から取り出すためにはそれなりの施設・設備を必要とする。固体であれば穴を掘ることになり、この施設を鉱山という。液体ないし気体の場合、管を通してくみ出すが、その施設をガス田ないし油田と呼ばれる。
これらはいつかはなくなる枯渇性資源であり、資源のリサイクルや、再生・無限型資源の利用法などの研究が今後の課題である。またこれらの生産地は地理的に非常に偏りがあり、特に化石燃料などは政情不安定な地域（国家）に多いのも難点（逆にいえば化石燃料の産出が政情不安定の原因である場合も有る）である。日本のような資源に乏しい国はなるべく多くの国から資源を輸入すると同時に、戦略物資の国家備蓄を進め、リサイクルを推進して地上資源を活用するといった政策がリスク対策として必要である。地下資源のみならず、マンガン団塊、コバルトクラストのような、まだ利用技術が整備されていない海洋資源の採掘技術の開発にも注力する必要がある。